# Chủ tịch nước

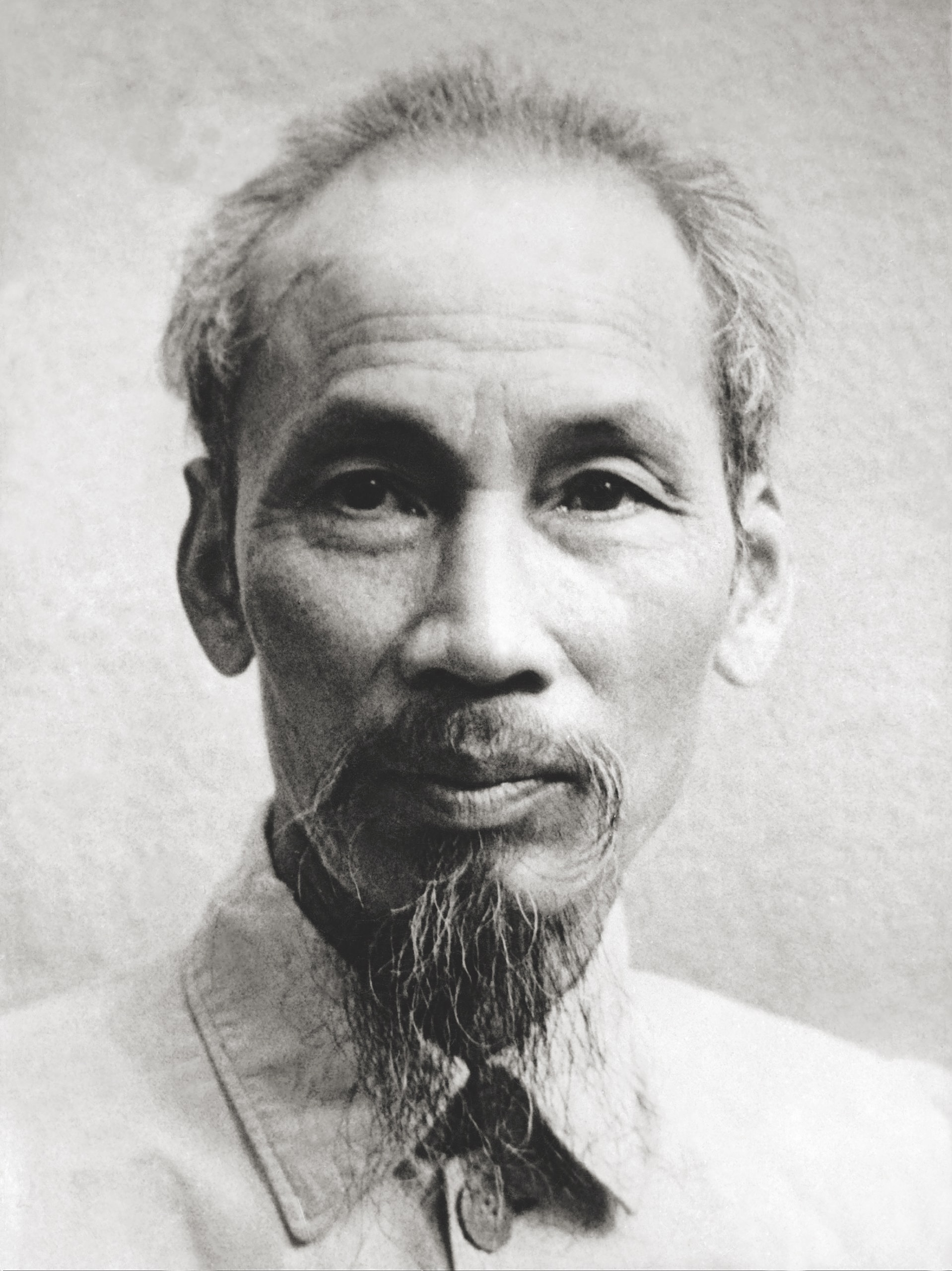
Hồ Chí Minh, Chủ tịch nước Việt Nam Dân Chủ Cộng Hoà đầu tiên (1945 - 1969).

Chủ tịch nước là người đứng đầu Nhà nước, đại diện cho Nhà nước trong các hoạt động đối nội cũng như đối ngoại. Chủ tịch nước do Quốc hội bầu và phải là một đại biểu Quốc hội, chịu trách nhiệm trước Quốc hội. Nhiệm kỳ của Chủ tịch nước trùng với nhiệm kỳ của Quốc hội. Giúp việc cho Chủ tịch nước là một Phó Chủ tịch nước cũng do Quốc hội bầu ra và chịu trách nhiệm trước Quốc hội. Chủ tịch nước đa phần là nguyên thủ các nước hệ thống xã hội chủ nghĩa như Cuba, Lào, Trung Quốc, Triều Tiên và Việt Nam.
- Ở các nước tư bản, người đứng đầu nhà nước (nguyên thủ quốc gia) thường là tổng thống, quốc vương hay nữ hoàng (đối với nước theo chế độ quân chủ lập hiến). Ở các nhà nước chủ nô và phong kiến thì người đứng đầu nhà nước thường là Vua, Hoàng đế.

Chủ tịch nước do Quốc hội bầu, miễn nhiệm và bãi nhiệm theo đề nghị của Ủy ban thường vụ Quốc hội trong số các đại biểu Quốc hội. Nhiệm kỳ của Chủ tịch nước theo nhiệm kỳ của Quốc hội (5 năm). Khi Quốc hội hết nhiệm kỳ, Chủ tịch nước tiếp tục làm nhiệm vụ cho đến khi Quốc hội khóa mới bầu Chủ tịch nước mới. Chủ tịch nước phải chịu trách nhiệm và báo cáo công tác trước Quốc hội.